# Julia Hagen
Julia Hagen (* 1995 in Salzburg) ist eine österreichische Cellistin. 

## Leben und Wirken
Julia Hagen ist die Tochter des Cellisten Clemens Hagen, ihre Mutter ist ebenfalls Musikerin. Sie wurde ab ihrem fünften Lebensjahr am Musikum Salzburg unterrichtet. Von 2007 bis 2011 studierte sie bei Enrico Bronzi am Mozarteum, danach bis 2015 bei Reinhard Latzko und Heinrich Schiff an der Universität für Musik und darstellende Kunst Wien und anschließend bis 2019 bei Jens Peter Maintz an der Universität der Künste Berlin. Seit 2019 folgten Studien bei Wolfgang Emanuel Schmidt als Stipendiatin der Kronberg Academy. Außerdem absolvierte sie Meisterkurse, unter anderem bei Laurence Lesser sowie Claudio Bohórquez und nahm an der Classe d’Excellence de Violoncelle von Gautier Capuçon teil.
Ihr Konzertdebüt als Solistin gab sie im Alter von 14 Jahren im Brucknerhaus Linz mit dem Wiener Jeunesse Orchester. Es folgten Auftritte in verschiedenen europäischen Ländern und in Tokio, unter anderem im Wiener Konzerthaus, im Wiener Musikverein, im Konzerthaus Berlin, der Tonhalle Zürich, der Suntory Hall und im Barbican Centre.  Dabei konzertierte sie mit Orchestern wie dem Wiener Kammerorchester, dem Mozarteumorchester Salzburg, dem Konzerthausorchester Berlin, dem Kurpfälzischen Kammerorchester, dem RAI-Orchestra Torino, dem Orchestre Royal de chambre de Walloni, dem Orchestra Sinfonica Abruzzese und dem japanischen Metropolitan Symphony Orchestra.
Kammermusikalisch arbeitete sie unter anderem mit den Pianisten Annika Treutler, Stefan Vladar, Khatia Buniatishvili, Marc-André Hamelin,  Igor Levit und dem Klarinettisten Daniel Ottensamer zusammen. Mit Annika Treutler veröffentlichte sie 2019 ihre erste CD mit Werken von Johannes Brahms.
Sie war außerdem zu Gast bei verschiedenen Festivals, zum Beispiel Salzburger Festspiele, Beethovenfest Bonn, Festival d’Aix-en-Provence, Musiktage Mondsee, Allegro Vivo, Heidelberger Frühling, Menuhin-Festival in Gstaad und beim Internationalen Alfredo Piatti Festival.
Hagen spielt auf einem Cello von Francesco Ruggieri aus dem Jahr 1684, das ihr als Leihgabe zur Verfügung gestellt wird.

## Preise (Auswahl)
- Preisträgerin bei Prima la musica (Solo und Kammermusik)
- 2010: Gewinnerin des Internationalen Cellowettbewerbs in Liezen
- 2014: ESTA-Sonderpreis beim Internationalen Johannes Brahms-Wettbewerb
- 2016: Gewinnerin des Internationalen Cellowettbewerb Mazzacurati in Turin
- 2017: Hajek-Boss-Kulturpreis[1]
- 2023: Trägerin des Beethoven Ring

## Diskografie
- 2019: Johannes Brahms: Sonatas 1 & 2. Six Songs op. 86. Julia Hagen (Cello), Annika Treutler (Klavier), Hänssler Classic